# Ivonne Guzmán
Ivonne Guzmán Grisales (Bogotá, 10 de septiembre de 1984) es una cantante y compositora colombiana radicada en Argentina. Vivió en Camerún y en la provincia de Salta. Fue miembro de la banda femenina Bandana. Estudió música y se integró después en la banda Actitud María Marta y la orquesta de cumbia La Delio Valdez.

## Biografía
Ivonne Guzmán nació en Bogotá, Colombia, en 1984. A los 10 años se fue a vivir con su familia a Duala, Camerún. Estuvo en África hasta los 15 años de edad, cuando su familia se volvió a trasladar por motivos laborales de su padre, esta vez a la localidad argentina de Orán, en la provincia de Salta.
A los 16, Ivonne quedó seleccionada en el casting del programa de televisión Popstars y terminó siendo una de las cinco integrantes de Bandana, junto a Virginia da Cunha, Lourdes Fernández, Lissa Vera y Valeria Gastaldi.
En 2015 se unió a la orquesta de cumbia La Delio Valdez. En 2018 grabaron el álbum Sonido subtropical. En 2019 recibieron el premio Gardel al mejor álbum de música tropical. Ivonne llegó a la orquesta sugerida por Sergio Pappi, sonidista de La Delio Valdez y ex-Todos Tus Muertos y Actitud María Marta.

## Discografía

### Álbumes en solitario
- 2009: Duendes (Pirca Records)
- 2017: Sue (EP)

### Sencillos
- 2017: "Árbol"
- 2017: "Sol y Tierra" (sencillo extraído del EP Sue)
- 2018: "Vive" (Angie Foster e Ivonne Guzmán)

### Con La Delio Valdez
- 2017: Calentando la máquina
- 2018: Sonido subtropical
- 2019: La Delio Valrex (en vivo)
- 2021: El tiempo y la serenata
- 2023: La gira y la serenata (en vivo)

## Actuaciones
- 2006: Porto Alegre (Brasil)
- 2010: México, Fortaleza (Brasil)
- 2011: Mendoza (Argentina), Ciclo "las 3" (Buenos Aires)

## Participaciones especiales
Actualmente es vocalista de la reconocida banda La Delio Valdez.
Música:
- Corista de Fran Porta (Cuentos para armar)

- Aparición en el CD/DVD en vivo A céu aberto, de la banda brasileña Nenhum de Nós, en el tema "Igual a ti" (2007).
- Dueto vocal con André Rafael en "Hojas en blanco" (versión en español de "Folhas em branco"), incluido en Na manhã do outro dia (2007), álbum del cantante brasileño reeditado en 2008.
- Vocalista en "Didn't We Almost Have It All" y "Heartbreaker", y covocalista junto a Déborah Dixon en "I'll Be There", en el CD Non Stop Vol. 3 (2011) de la banda argentina Dancing Mood. Fue invitada a los shows de la banda en Tecnópolis, Niceto Club y Mendoza, como festejo de los once años del nacimiento del grupo.
- Gira con Actitud María Marta por México, Brasil y Argentina (PepsiMusic) (2010).
- Actuación como artista invitada de Patricio Arellano en el Velma Café de Buenos Aires, en 2010 y en 2015.
- Primera voz en el coro de Ricardo Montaner. Decena de recitales en Luna Park (Buenos Aires), gira nacional por Argentina y Latinoamérica (2010).
- Homenaje a Bob Marley junto a Actitud María Marta y Nonpalidece en Luna Park (Buenos Aires).

Teatro:
- Hairspray (Argentina), en el papel de Inés. Junto a Enrique Pinti, Laura Oliva, Patricia Etchegoyen y elenco (2008/2009).

Televisión:
- Especial fin de año 2008 de la señal Quiero música en mi idioma, interpretando cinco temas de su primer disco solista Duendes, entre ellos "Corazones sin voz" y "Duendes"
- Especial La casa del pop. Invitada: Ivonne Guzmán (2012, Quiero música en mi idioma).

Radio:
- Acústico en vivo - Túnel 57 FM 92.5 (2010): "Pink Butterflies" y "Viajera".[4][5]

Consagración:
- Ivonne Guzmán interpretó a capela, el 6 de julio de 2011, el himno de Colombia en el estadio de Santa Fe conocido como el "Cementerio de los Elefantes" antes del partido que enfrentó en la Copa América 2011 a las selecciones de Argentina y Colombia. Luego de la presentación fue una de las artistas más comentadas en Twitter y logró excelentes críticas.[6]

Rol social:
- Fue elegida como la cantante para interpretar en 2011 el tema "Sentir la libertad" e interpretarlo en el videoclip. Esta canción promueve una solución al problema del abuso infantil.[7]